# ミ・セクレト
『ミ・セクレト』（スペイン語: Mi secreto）は、メキシコのテレノベラ。ラス・エストレージャスで2022年9月12日から2023年2月24日まで放送された。

## 登場人物

### 主な登場人物
マテオ・ミランダ
演 - ディエゴ・クライン
ヴァレリア・ベルナル
演 - マカレナ・ガルシア
ダニエラ・エストラーダ
演 - カリーメ・ロザーノ
エルネスト・ラスクライン
演 - アルトゥーロ・ペニチェ
ナタリア・ウガルテ・モンカダ
演 - イシドラ・ビベス
ロドリゴ・カルバハル
演 - アンドレス・バイダ
フェドラ・エスピノーザ
演 - クラウディア・ラミレス
アルフォンソ・ウガルテ
演 - フェルナンド・チャンゲロッティ
エレナ・メンドーサ
演 - アルマ・デルフィナ
ヒラリオ・ミランダ
演 - ルイス・フェリペ・トヴァール
カルミータ リベロ デ カルバハル
演 - ヴァネッサ・ボーシュ